# 大石中學
大石中学位于中国广州市番禺区大石街道山西育才大街2号，是一所为广东省一级学校的公办初级中学。

## 历史
该校创建于1956年，1968年增办高中，1985年高中部转制为职业高中，1995至2006年11月定为初级中学，更名为大石一中，又于2006年12月恢复校名为大石中学。学校占地面积51088平方米，建筑面积21923平方米，教学区、运动区、生活区分开。